# From Four Till Late
From Four Till Late è una canzone blues di Robert Johnson.

## Il brano
Tra i brani più orecchiabili di Johnson, fu reinterpretata dai Cream nell'album Fresh Cream del 1966. 

## Curiosità
Nel 1970 su inserita nell'album King of Delta Blues Singers, Vol.2.